# مدیریت منابع طبیعی

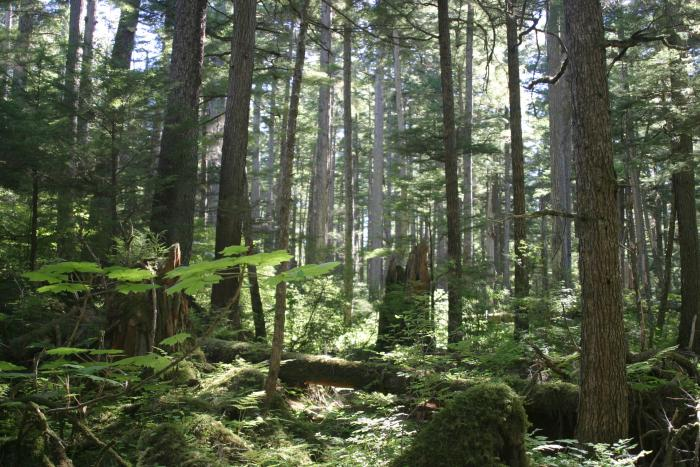
جنگل ملی تونگاس

مدیریت منابع طبیعی (انگلیسی: Natural resource management) به به‌کارگیری دانش مدیریت در منابع طبیعی همچون زمین، آب، خاک، گیاهان و حیوانات اشاره دارد و تمرکز اصلی آن بر نحوه مدیریت بر کیفیت زندگی در نسل‌های فعلی و آینده، معطوف می‌باشد. مدیریت منابع طبیعی در عمل بر شیوه مدیریت و نحوه تعامل مردم با مناظر طبیعی نظارت می‌نماید. مدیریت منابع طبیعی از طریق برنامه‌ریزی استفاده از زمین، مدیریت آب، حفاظت از تنوع زیستی در صنایعی مانند کشاورزی، استخراج معادن، گردشگری، ماهیگیری و جنگل‌داری فعالیت مستقیم دارد.